# Nightline (Telefon)
Der Begriff Nightline (englisch, Zusammensetzung aus night [deutsch: Nacht] und line [deutsch: Anschluss, Leitung]) bezeichnet ein Zuhör- und Informationstelefon von Studierenden für Studierende. Ziel ist es, eine erste Anlaufstelle für Kommilitonen zu sein, die sich jemanden wünschen, der ihnen vorurteilsfrei zuhört und gegebenenfalls an professionelle Beratungsstellen verweist, oder aber einfach Gesprächspartner ist. Die ähnlichen Erfahrungshorizonte der mitarbeitenden und der anrufenden Studierenden sollen eine gemeinsame Basis bieten.
Als Alternative zu einem Telefonat sind einige Nightlines auch per Chat oder Mail erreichbar.
Den psychologischen Hintergrund bietet die Theorie von Carl Rogers; primäres Ziel ist es, durch nondirektive Gesprächsführung den Anrufer überwiegend in seiner selbständigen Problemlösung, Entscheidungsfindung etc. zu unterstützen, ohne ihn durch (womöglich voreilige) Interpretationen in eine vom Zuhörer bestimmte Richtung zu lenken.
Die Idee studentischer Nightlines stammt aus dem Vereinigten Königreich und ist dort weit verbreitet. In Deutschland gibt es bisher in Leipzig, Heidelberg, Aachen, Freiburg im Breisgau, Münster, Dresden, München, Köln, Karlsruhe, Konstanz, Potsdam, Göttingen, Tübingen, Bielefeld, Frankfurt, Passau, Regensburg, Bamberg und Hamburg derartige Angebote. In der Schweiz ist in Zürich eine Nightline zu finden. In Österreich gibt es eine Nightline in Innsbruck, welche auch einen Chat-Dienst anbietet.
Die erste bundesdeutsche Nightline wurde 1994 von zwei Studierenden der Erziehungswissenschaft an der Universität Heidelberg gegründet.
Die Studierendeninitiative „Nightline Münster e. V.“ wurde am 9. Januar 2009 mit dem Studierendenpreis 2008 der Universität Münster ausgezeichnet. Das münstersche Zuhör- und Informationstelefons erhielt den mit 2500 Euro dotierten Preis für ihr ehrenamtliches Engagement. Zudem stellt die Universität Münster auf ihren Internetseiten ein kurzes Video über die Arbeit der Nightline zur Verfügung. 2010 qualifizierte sich „Nightline Münster“ bei einem bundesweiten Projekt von startsocial. Die Nightline Münster wurde unter die besten 25 Projekte gewählt  und im Kanzleramt geehrt.

## Überregionale Organisation
Die als gemeinnützig anerkannte „Förderinitiative Nightlines Deutschland e.V.“ unterstützt mit ihrem Projekt „Nightline Stiftung“ Nightlines in ganz Deutschland und versucht sie besser zu vernetzen. Sie stellt Neugründungen ein Starterkit zur Verfügung, hilft die finanziellen Mittel für die ersten Mitarbeiterschulungen aufzubringen und bietet Unterstützung bei organisatorischen Problemen. Die Förderinitiative Nightlines Deutschland e. V. ist als Stiftung mit Sitz in Heidelberg registriert.
2023 wurde das Netzwerk „Nightline Europe“ gegründet. Durch Nightline Europe sollen der Austausch zwischen den Initiativen sowie die Entwicklung, Qualtiät und die Wirkung der Nightlines in Europa unterstützt werden. Ein weiteres Ziel besteht darin, mehr Aufmerksamkeit aus psychische Gesundheit von Studierenden in Europa zu lenken. Mit Stand von 2024 sind 20 Nightline-Initiativen in dem Netzwerk organisiert.